# Ghost Stories Live 2014
 (avril 2015).
Si vous disposez d'ouvrages ou d'articles de référence ou si vous connaissez des sites web de qualité traitant du thème abordé ici, merci de compléter l'article en donnant les références utiles à sa vérifiabilité et en les liant à la section « Notes et références ».
Albums de Coldplay
Live 2012
(2012)
Ghost Stories Live 2014 est un album live de Coldplay, associé au DVD du même nom.
Il contient toutes les pistes enregistrées en live pour le DVD, sauf Violet Hill.
Parallèlement au DVD, Ghost Stories Live 2014 est publié le 24 novembre 2014.

## Certifications
| Pays          | Certification | Ventes/Équivalence |
| ------------- | ------------- | ------------------ |
| France (SNEP) | Or            | 50 000             |